# Pokój (wiersz)
Pokój (wiersz) – wiersz Cypriana Kamila Norwida z 1856.
Utwór powstał 2 marca 1856 sześć dni po rozpoczęciu pierwszego posiedzenia Kongresu Paryskiego obradującego nad zawarciem pokoju kończącego wojnę krymską. Wiersz został przesłany generałowi Józefowi Wysockiemu i Ludwikowi Mierosławskiemu, dwóm wybitnym działaczom emigracyjnym, którzy wiązali duże nadzieje z wpływem wojny krymskiej na losy sprawy polskiej na Zachodzie. Tematem wiersza są dwa pokoje: opisany w nim pokój, który nastąpił po upadku Grenady 2 stycznia 1492 zdobytej na Maurach przez Izabelę I i Ferdynanda II Katolickiego i pokój między Cesarstwem Rosyjskim i jego przeciwnikami w wojnie krymskiej zawarty 30 marca 1856. Motto wzięte z Historii czasów króla Ferdynanda mówi o człowieku, który, postępując za dworem, był smutny pośród ogólnej radości i spoglądał z pogardą na zdobycz, która przewyższała niemal wszystkie pragnienia, a był nim Krzysztof Kolumb. Wiersz składa się ze strofy sześciowersowej i pięciowersowej oraz wersu końcowego. Został napisany jedenastozgłoskowcem o rymach parzystych, żeńskich.
W wierszu ognisty deszcz lamp zapowiada, że nastał pokój, że Maur zamienił szablę na kajdany, że cała ludzkość, bo cała Hiszpania, doczekała tego święta i jeden tylko człowiek obojętny / za dworem idąc nie dzielił tej furii,... człek z Ligurii. W tekście wiersza owym sceptycznym świadkiem ogólnego uniesienia jest ulubiony bohater Norwida − Kolumb. W stosunku do wydarzeń 1856 jest nim sam poeta, który nie podziela uniesień swych rodaków.